# Ángel Vildozo
Luis Ángel Vildozo Godoy (San Juan, Argentina, 9 de diciembre de 1982) es un exfutbolista argentino, jugaba como delantero y su último club fue Unión San Felipe en la Primera B de Chile. Su padre fue futbolista y árbitro.

## Clubes
| Club                | País                | Año                 | PJ  | Goles | Prom. |
| ------------------- | ------------------- | ------------------- | --- | ----- | ----- |
| Renato Cesarini     | Argentina           | 2000-2001           | ?   | ?     | ?     |
| All Boys            | Argentina           | 2001-2005           | 118 | 28    | 0.24  |
| Comunicaciones      | Argentina           | 2005-2006           | 36  | 14    | 0.39  |
| All Boys            | Argentina           | 2006-2007           | 2   | 0     | 0.00  |
| Comunicaciones      | Argentina           | 2007-2008           | 40  | 20    | 0.50  |
| Unión Española      | Chile               | 2008                | 9   | 1     | 0.11  |
| Unión San Felipe    | Chile               | 2009                | 35  | 25    | 0.71  |
| Olmedo              | Ecuador             | 2010                | 11  | 1     | 0.09  |
| Unión San Felipe    | Chile               | 2010                | 20  | 15    | 0.75  |
| Colegiales          | Argentina           | 2011-2012           | 53  | 28    | 0.53  |
| All Boys            | Argentina           | 2012-2013           | 34  | 10    | 0.29  |
| Aldosivi            | Argentina           | 2013-2015           | 65  | 13    | 0.20  |
| All Boys            | Argentina           | 2017                | 17  | 0     | 0.00  |
| Comunicaciones      | Argentina           | 2017-2019           | 41  | 8     | 0.20  |
| Unión San Felipe    | Chile               | 2019                | 13  | 1     | 0.08  |
| Total en su carrera | Total en su carrera | Total en su carrera | 472 | 163   | 0.35  |

## Palmarés

### Campeonatos nacionales
| Título     | Club             | País  | Año    |
| ---------- | ---------------- | ----- | ------ |
| Primera B  | Unión San Felipe | Chile | 2009-A |
| Primera B  | Unión San Felipe | Chile | 2009   |
| Copa Chile | Unión San Felipe | Chile | 2009   |

### Distinciones individuales
| Goleador del Torneo de Apertura de Primera B | 2009-A  |  | Goleador de la Copa Chile | 2009 |
| Goleador de la Primera B                     | 2011/12 |  |                           |      |